# Dipara
Dipara is een geslacht van vliesvleugeligen uit de familie Pteromalidae. De wetenschappelijke naam van dit geslacht is voor het eerst geldig gepubliceerd in 1833 door Walker.

## Soorten
Het geslacht Dipara omvat de volgende soorten:
- Dipara alata László, 2005
- Dipara albiclava (Girault, 1915)
- Dipara albomaculata (Hedqvist, 1963)
- Dipara argenticoxae (Girault, 1915)
- Dipara atriscutum (Girault, 1933)
- Dipara australiana (Girault, 1913)
- Dipara belokobylskii Dzhanokmen, 1993
- Dipara bouceki (Narendran, 2006)
- Dipara canadensis Hedqvist, 1969
- Dipara claviger (Kieffer, 1906)
- Dipara conoidea (Xiao & Huang, 2000)
- Dipara dictyodroma (Xiao & Huang, 1999)
- Dipara emersoni (Girault, 1927)
- Dipara eukeralensis Özdikmen, 2011
- Dipara fusca (Girault, 1915)
- Dipara gastra (Sureshan & Narendran, 2004)
- Dipara hyalinipennis (Girault, 1915)
- Dipara intermedia Sureshan & Narendran, 2005
- Dipara keatsi (Girault, 1922)
- Dipara keralensis (Narendran, 2000)
- Dipara machadoi (Hedqvist, 1972)
- Dipara maculata (Hedqvist, 1963)
- Dipara malabarensis (Narendran & Mini, 2000)
- Dipara miniae Narendran & Sureshan, 2001
- Dipara mohanae Narendran & Sureshan, 2001
- Dipara nigriceps (Ashmead, 1901)
- Dipara nigrita Hedqvist, 1969
- Dipara nigrofasciata Hedqvist, 1969
- Dipara palauensis Yoshimoto & Ishii, 1965
- Dipara pallida (Hedqvist, 1969)
- Dipara petiolata Walker, 1833
- Dipara poei (Girault, 1915)
- Dipara ponderosa (Girault, 1915)
- Dipara punctulata (Hedqvist, 1969)
- Dipara rufescens Masi, 1917
- Dipara saetosa (Delucchi, 1962)
- Dipara sringericus (Narendran, 2006)
- Dipara straminea (Hedqvist, 1969)
- Dipara striata (Hedqvist, 1969)
- Dipara trilineatus (Yoshimoto, 1977)
- Dipara truncatipennis (Dodd, 1924)
- Dipara turneri Hedqvist, 1969